# Chien-Chi Chang
Chien-Chi Chang (* 1961 in Taichung) ist ein taiwanischer Fotograf und Fotojournalist. Er ist Mitglied der Fotoagentur Magnum Photos und lebt in Graz.
Nach Studien in Taiwan und den USA arbeitete Chang in den frühen 1990er-Jahren als Fotoreporter für die US-Zeitungen Seattle Times und Baltimore Sun. Seit 1995 fotografiert Chang für die Elite-Fotoagentur Magnum Photos, 2001 wurde er dort als Vollmitglied aufgenommen.
In seinen Fotoserien kristallisieren sich die Themen Bindung und Entwurzelung als zentrale Motive heraus. Große internationale Anerkennung erfuhr Chang mit seiner Fotoserie „The Chain“, die 2001 im Pavillon von Taiwan auf der Biennale Venedig gezeigt wurde. Die Installation „The Chain“ bildete auf beinahe lebensgroßen Schwarzweißfotografien Insassen der psychiatrischen Klinik Long Ta Fang in Taiwan ab, die paarweise über eine Kette miteinander verbunden sind.
„The Chain“ wurde auch auf der Biennale von São Paulo gezeigt, wo Chang in eine diplomatische Kontroverse verwickelt wurde, die von der Gruppe monochrom durch ihren fiktiven Künstler Georg Paul Thomann thematisiert wurde.
Das Fotobuch „The Chain“ wurde 2003 im Rahmen des US-Wettbewerbes „Pictures of the Year International“ (POYI) zum besten Fotobuch des Jahres gekürt.
Seit 1992 begleitet Chien-Chi Chang die Familien illegal in New York lebender chinesischer Arbeiter mit der Kamera. Mit Bildern aus dieser Serie „China Town“ war er 2009 zum zweiten Mal auf der Biennale in Venedig vertreten. Mit „China Town“ ist Chang einer von 15 Magnum-Fotografen, die 2018 in der Ausstellungsreihe „Home“ als Testimonials für die japanische Kameramarke Fujifilm fungieren.
Seit einigen Jahren widmet sich Chang intensiv den Themen Flucht und Vertreibung. So begleitete er für das Magazin National Geographic Flüchtlinge aus Nordkorea quer durch China über die grüne Grenze bis Thailand. In weiteren Serien, die unter anderem im Time Magazine erschienen, hielt er 2016 das Schicksal der Rohingya in Myanmar fest und berichtete im selben Jahr von den Flüchtlingen auf der europäischen Balkanroute.
Chang verarbeitet seine Eindrücke fotografisch und in künstlerischen Dokumentarvideos, in denen Fotografien, Filmsequenzen und O-Töne zu Multimedia-Essays verschmolzen werden.
In seinem bislang letzten Fotobuch „Jet Lag“ reflektiert Chang fotografisch, welche Auswirkungen ständiges Unterwegssein auf ihn als Menschen hat. Den medialen Urlaubs-Sehnsuchtsbildern der Ferne stellt er in seinem Buch Schwarzweißaufnahmen von endlosen Flughafenfluchten, erschöpften Reisenden und zerwühlten Hotelbetten gegenüber. „'Jet Lag' dokumentiert die Ermüdungen des Reisens, die Augenblicke der Erschöpfung. Aber auch die Aufgekratztheit des Übernächtigten.“
Chang war in zweiter Ehe mit einer österreichischen Fotografin verheiratet. Aus dieser Ehe stammen zwei Kinder.

## Fotobücher
- I do I do I do, Taipei: Premier Foundation, 2001. ISBN 957-97817-2-9
- The Chain (mit einem Essay von Cheryl Lai), London: Trolley Books, 2002. ISBN 0-9542079-5-5
- Double Happiness (mit einem Essay von Claudia Glenn Dowling), New York: Aperture, 2005. ISBN 1-931788-56-1
- Doubleness: Photography of Chang Chien-Chi, Singapore: Editions Didier Millet and National Museum of Singapore, 2008. ISBN 978-981-05-9658-3
- Jet Lag, Berlin-Stuttgart: Hatje Cantz, 2015. ISBN 978-3-7757-4025-8